# غبار همدانی
سیدحسین رضوی معروف به غبار همدانی (زاده ۱۲۶۵ قمری در همدان - درگذشته شوال ۱۳۲۲ قمری در همدان) شاعر همدانی متخلص به غبار است.

## زندگینامه غبار
از دودمان حاج سید صادق امام جمعۀ همدان و از سادات کبابی آن دیار بود. علوم ادبی و عربی را در زادگاه خود فرا گرفت و با استعداد سرشار و هوش و ذکاوت فوق‌العاده‌ای که داشت در تحصیل دانش ، پیشرفت چشمگیری از خود نشان داد و در شمار استادان به‌نام شعر و ادب همدان قرار گرفت. غبار چندی در طریق عرفان قدم گذاشت و به سیر و سلوک در این رهگذر عمر صرف کرد. "دیوان" شعر غبار با اینکه بیش از هزار بیت نیست ، اما مکرر در همدان و اصفهان و تهران طبع و نشر گردیده است. وی در همدان درگذشت و پیکر او به قم منتقل کرده در صحن حضرت معصومه (س) به خاک سپردند.

## عرفان غبار
طبق تنها اثر باز مانده از وی، دیوان اشعار، غبار عارفی رنج کشیده و سوخته در عشق است. آیت‌الله شیخ محمد جواد انصاری همدانی (وفات: ۱۳۳۹ شمسی)درباره وی گفته‌است: جذبه عشق الهی به غبار رسید و او سوخت.

## شعر غبار
شیوه او همان طرز بازگشت است ونظر به حافظ و سعدی و خاقانی دارد. بعضی از غزلهای او بسیار قوی است:
| دلم دارد بدان زلف چلیپا |  | همان الفت که با زنار ترسا |

| به زیر لاله کدامین شهید مدفون است |  | که از لحد به در افتاده گوشهٔ کفنش |

یکی از غزلیات او ذیلاً آورده شده است 
| دلم دارد بدان زلف چلیپا     |  | همان الفت كه با زنار ترسا      |
| گره از كار مجنون كی گشاید   |  | كسی كه عقده زد بر زلف لیلی     |
| بسی تند است و سركش آتش عشق  |  | ولیكن خار از او ترسد نه خارا   |
| ندیدم هرگز این آشفته دل را  |  | مگر در بند آن زلف چلیپا        |
| یكی شد شیخ و آن دیگر برهمن  |  | كه دارد عشق در سرها اثرها      |
| نبودی كوه كندن كار فرهاد    |  | گرش شیرین نبودی كارفرما        |
| چو لا خواهی شدن مگذار مگذار |  | درون خانه ی دل غیر الله        |
| اگر مشتاق صاحب خانه باشی    |  | ندارد فرق مسجد با كلیسا        |
| چنان خرگاه لیلی سایه افكند  |  | كه مجنون گم شد اندر راه صحرا   |
| سری را كآتش عشق است در دل   |  | نمی‌گنجد عقال عقل برپا          |
| كسی كز تیشه كوه از پا فكندی |  | فكندش تیشه ی عشق تو از پا      |
| دلا سستی مكن در خوردن غم    |  | كه زین دارو توانی شد توانا     |
| غبارا! زین میان برخیز برخیز |  | كه با خود می نشاید بود و با ما |